# Побєда (гора)
Побє́да (рос. Победа — укр. Перемога) — гора, найвища точка Буордахського високогірного масиву, найвища точка Хребта Черського, найвища точка Якутії, найвища точка північного сходу Сибіру. Висота 3003 метра (за застарілими даними 3147 метрів). Гора лежить приблизно за 180 км на північний схід від поселення Усть-Нера і майже за 140 км на південь від полярного кола.